# Colledara
Colledara est une commune de la province de Teramo, dans les Abruzzes, en Italie.

## Administration
| Période                                  | Période  | Identité                       | Étiquette | Qualité |
| ---------------------------------------- | -------- | ------------------------------ | --------- | ------- |
| 26 juin 2004                             | En cours | Giuseppe Peppino Di Bartolomeo |           |         |
| Les données manquantes sont à compléter. |          |                                |           |         |

### Hameaux
Bascianella, Capo di Colle, Castiglione della Valle, Chiovano, Collecastino, Villa Ilii, Ornano Grande, Ornano Piccolo, Pantani, Pizzicato, Sbarra, Vico, Villapetto.

### Communes limitrophes
Basciano, Castel Castagna, Isola del Gran Sasso d'Italia, Montorio al Vomano, Tossicia.